# SL人吉
SL人吉（SLひとよし）は、九州旅客鉄道（JR九州）が2009年（平成21年）から2024年（令和6年）まで運行していた、蒸気機関車 (SL) 牽引による観光列車である。臨時快速列車として、熊本駅 - 人吉駅間を鹿児島本線・肥薩線経由（2009年 - 2020年）、2020年（令和2年）7月豪雨による鉄道被災後は熊本駅 - 鳥栖駅間を鹿児島本線経由（2021年 - 2024年）で走っていた。
牽引していたSLは、矢岳駅（熊本県人吉市）前の「人吉市SL展示館」で静態保存されていた8620形蒸気機関車（SL）58654号機を動態復元した。この8620形58564号機のみを指して「SL人吉」と表記・呼称することもある。2024年（令和6年）11月17日から人吉駅前で展示されており、将来は動態展示をめざしている。

## 沿革
8620形58564号機は1922年（大正11年）に完成して九州各地で運用され、1975年（昭和50年）に廃車扱いになった後、上記のように静態展示を経て営業車両として1988年（昭和63年）に復活。同年8月28日に豊肥線熊本駅 - 宮地駅間運行の快速「SLあそBOY」として営業運転を開始した。人吉市に保存されていた縁から、同10月9日からは年間数日程度、熊本駅 - 人吉駅間の「SL人吉号」としても運行された。SL・客車は「SLあそBOY」と共用する形で同じ編成が使用された。
2005年（平成17年）3月の試運転中に、58654号機が車両故障を起こし修復不能と判断されたことから、この年の当初の運行予定日のうち、SLでの運行日は大幅に絞られたうえで、本来の運行日でSLの運用が不可能な日は、DE10形ディーゼル機関車が「SLあそBOY」用客車を牽引する「ディーゼル人吉号」として運行された。8月21日をもって58654号機による「SL人吉号」は運行終了となった。
その後、58654号機は小倉工場で修復され、肥薩線が開業100周年を迎える2009年（平成21年）4月25日からは、熊本駅 - 人吉駅間で58654号機とリニューアルした客車による列車が運行開始された。愛称名は旧来の愛称から「号」を省いた「SL人吉」とされた。
2020年（令和）2年7月に発生した豪雨の影響で八代駅 - 人吉駅間の運行が当面の間不可能となった。これにより翌2021年（令和3年）からは列車名は「SL人吉」のまま、運行区間を鹿児島本線熊本駅 - 鳥栖駅間に改められて運行された。
機関車の老朽化、部品調達や技術者の確保が難しくなっていることを理由に、2024年（令和6年）3月24日で運行を終了し、58654号機の登場から101年の歴史に幕を閉じた。
運行終了にあたり、人吉市はJR九州に「SL人吉」の人吉市での保存および展示を要望し、営業列車としての運行を終えた翌日の2024年3月24日に、58654号機が人吉市に無償譲渡される方針が伝えられた。

### 年表
- 1988年（昭和63年） 10月9日：「SL人吉号」運行開始。
- 2005年（平成17年）8月21日：「SL人吉号」運行終了。

  - 9月25日：「ディーゼル人吉号」運行終了。
- 2009年（平成21年）4月25日：58654号機を修復、客車をリニューアルの上、「SL人吉」として運行開始。
  - 6月22・29日：座席指定券の発売を熊本県内のみとした「熊本県民号」として運行。
- 2010年（平成22年）9月4日：NHK BShiの企画番組『BSデジタル号がゆく!〜ブルートレイン 九州一周の旅〜』にて、臨時列車「BSデジタル号」が運行。このうち、熊本駅 - 人吉駅間を「SLデジタル号」とし、58654号機が同列車を牽引した（客車は14系寝台車3両）。
- 2012年（平成24年）12月22日 - 2013年（平成25年）1月6日：「SL人吉」と同一ダイヤでDE10形が「SL人吉」用の客車を牽引する「快速人吉」を運行[11]。
- 2016年（平成28年）4月15日：熊本地震の影響により運休となる[12]。
  - 4月29日：運行を再開[12]。
- 2020年（令和2年）4月24日 - 6月14日：新型コロナウイルス感染症対策として、JR九州管内の特急列車・観光列車全便運休の方針により、期間中の「SL人吉」を全便運休[13]。
  - 7月4日：令和2年7月豪雨により肥薩線八代駅 - 吉松駅間が不通となったことに伴い、当面の間運休となる[5][注 7]。
  - 11月1日：アニメ映画『劇場版 鬼滅の刃 無限列車編』とコラボレーションした臨時列車「SL鬼滅の刃」を「SL人吉」編成を用いて鹿児島本線の熊本駅 - 博多駅間で運行開始[14]。 運行日は同日のほか同月3・15・21・23日[15]、12月19・21・23・25・27日[16]。
- 2021年（令和3年）5月1日：熊本駅 - 鳥栖駅間にて、1日1往復の運行開始[6][注 8]。
- 2022年（令和4年）3月26日：ゲーム『桃太郎電鉄 〜昭和 平成 令和も定番!〜』とコラボレーションした臨時列車「SL桃鉄号」をSL人吉編成を用いて鹿児島本線・熊本 - 鳥栖間で運行開始。運行日は同日のほか同月27・4月2・3・9日[17]。
  - 10月24日：機関車の老朽化、部品調達や技術者の確保が難しくなっていることから、2024年（令和6年）3月ごろまでの運行終了を発表[7]。
  - 11月18日：58654号機が製造から100年を迎えたことを記念して、鹿児島本線の熊本駅 - 八代駅間にて臨時列車「SL58654百歳号」をSL人吉編成を用いて1往復運転[7][18]。
- 2023年（令和5年）2月24日：2024年（令和6年）3月23日での運行終了を発表[8]。
- 2024年（令和6年）
  - 3月23日：熊本駅 - 博多駅間にて特別運行。営業運転としてはこの列車がラストランとなった[19]。
  - 3月24日：招待客向けに熊本駅→八代駅間で運転し、この列車を最後に運行を終了[19]。
  - 9月2日：小倉総合車両センターにて、JR九州主催としては最後の見学会[20]。
  - 11月17日：人吉駅前で展示が始まり、記念式典に約100人が出席[4]。
- 2025年度（令和7年度）：人吉市役所が、車体を載せているレールを約25メートルから約60メートルに延長して格納庫を整備する予定[4]。

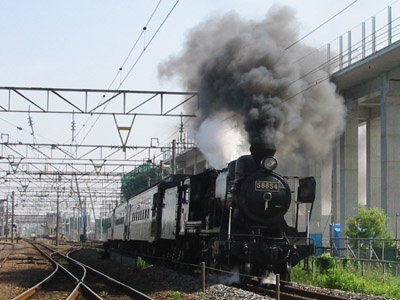
SL人吉号（2003年5月10日、宇土駅）
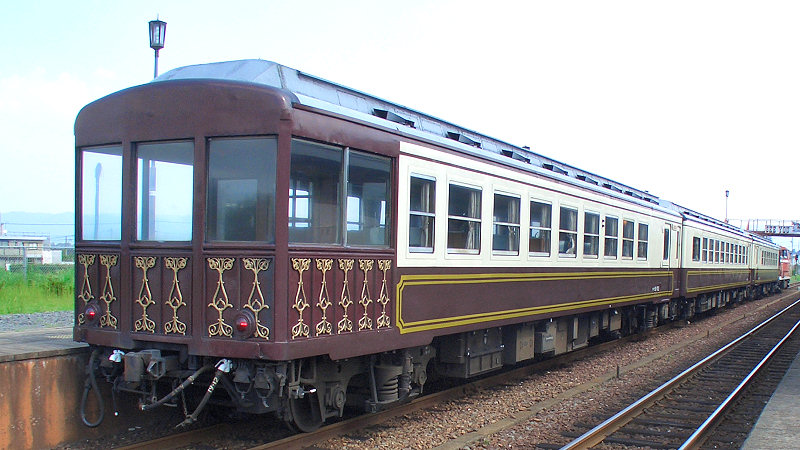
「SL人吉号」用客車（リニューアル前）
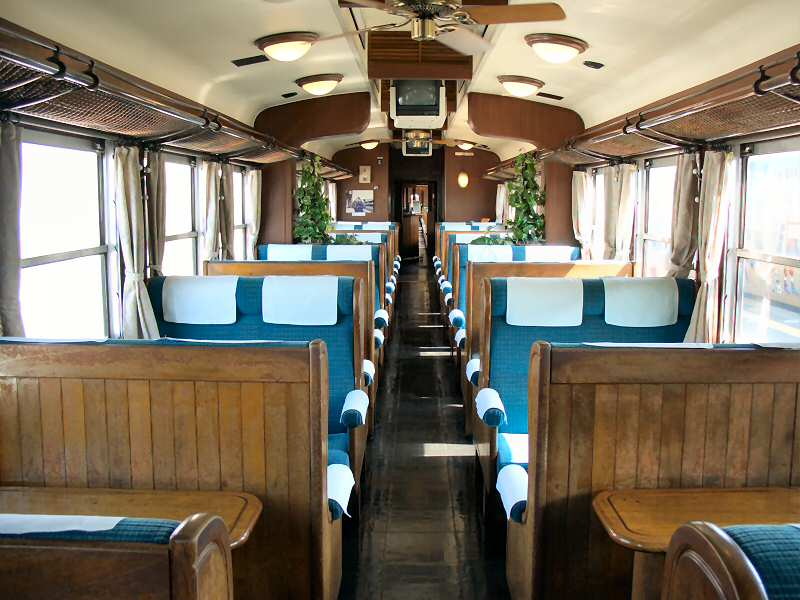
客車の車内（リニューアル前）
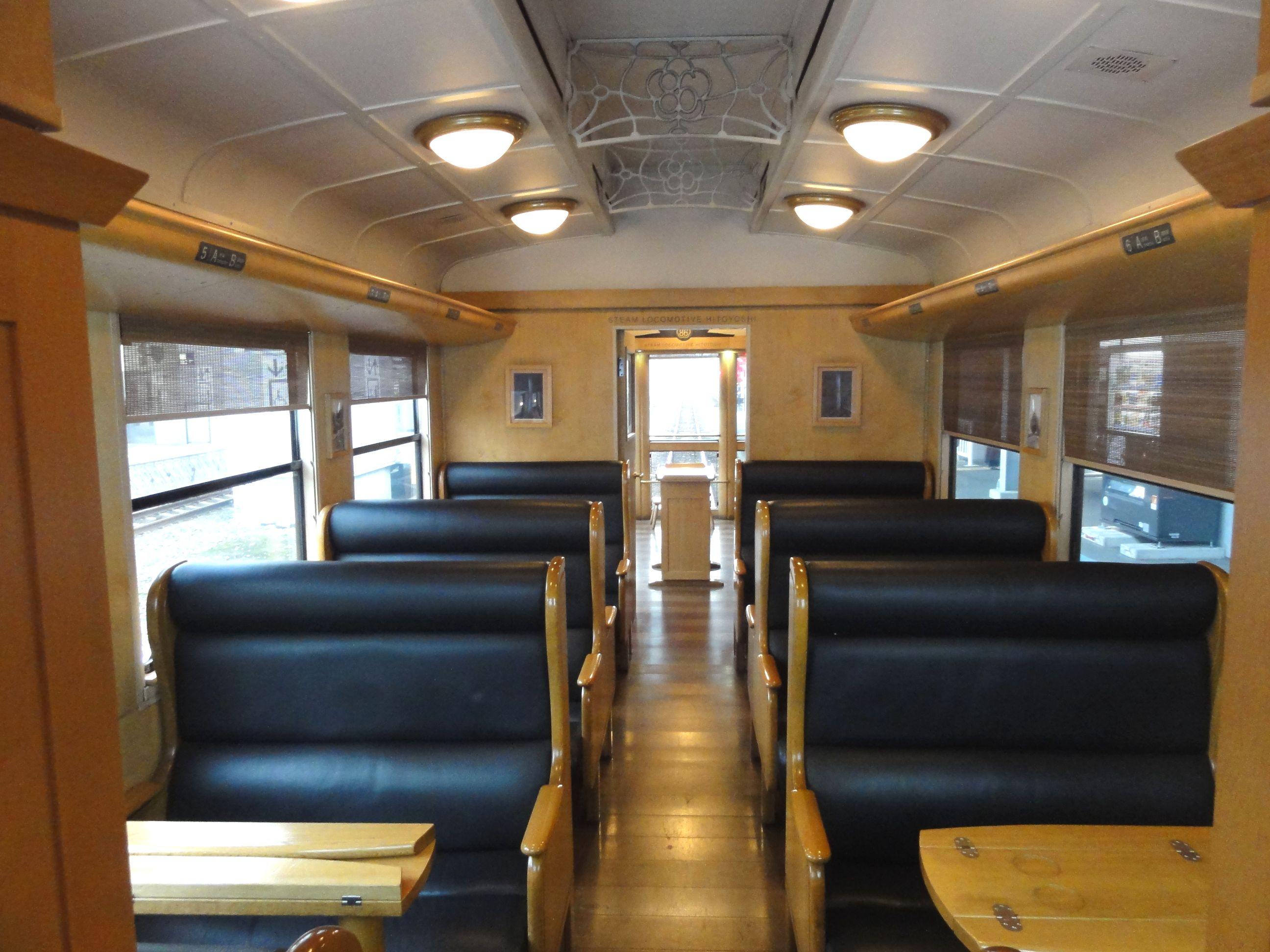
客車の車内（リニューアル後）
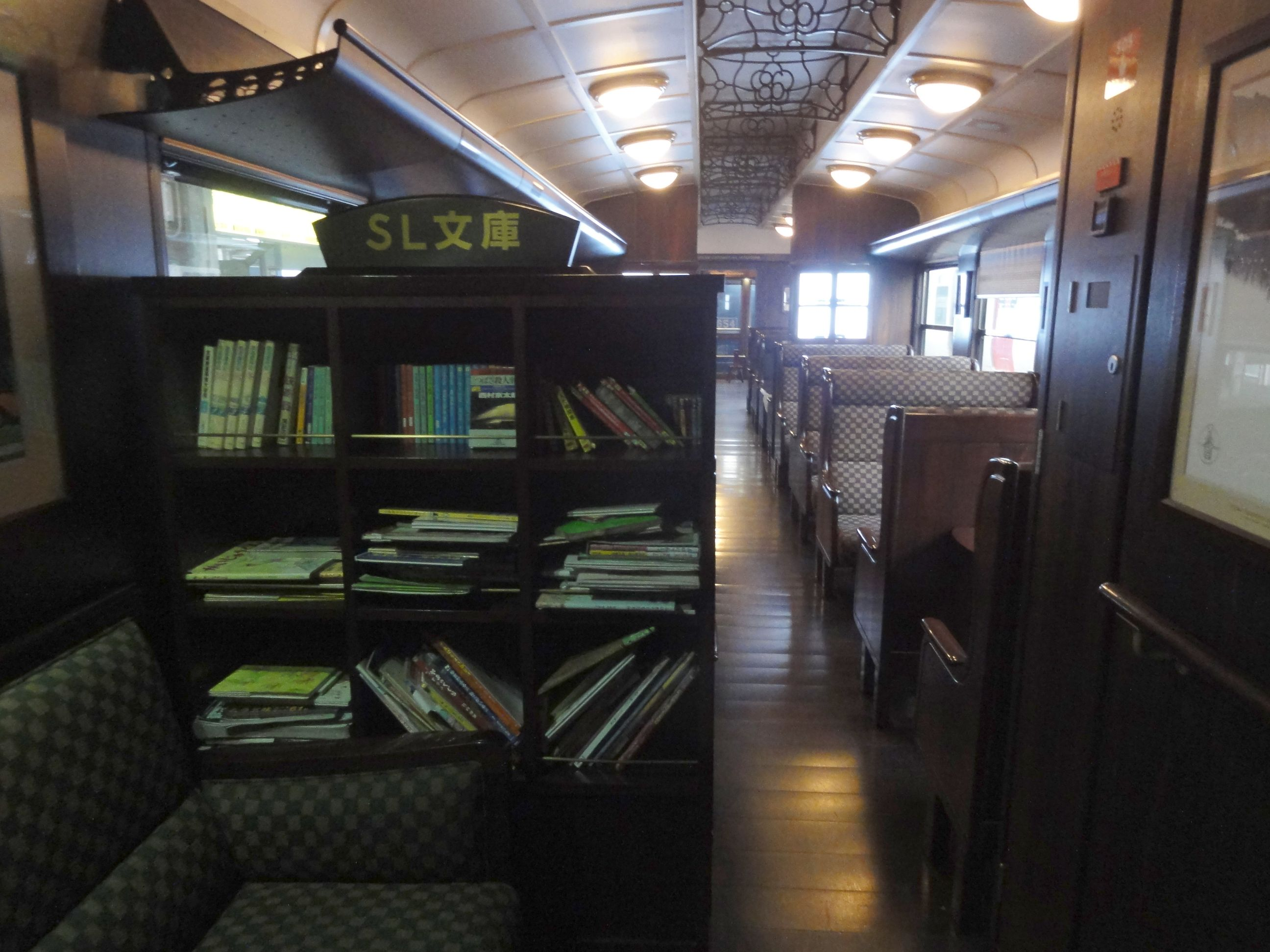
SL文庫（リニューアル後）
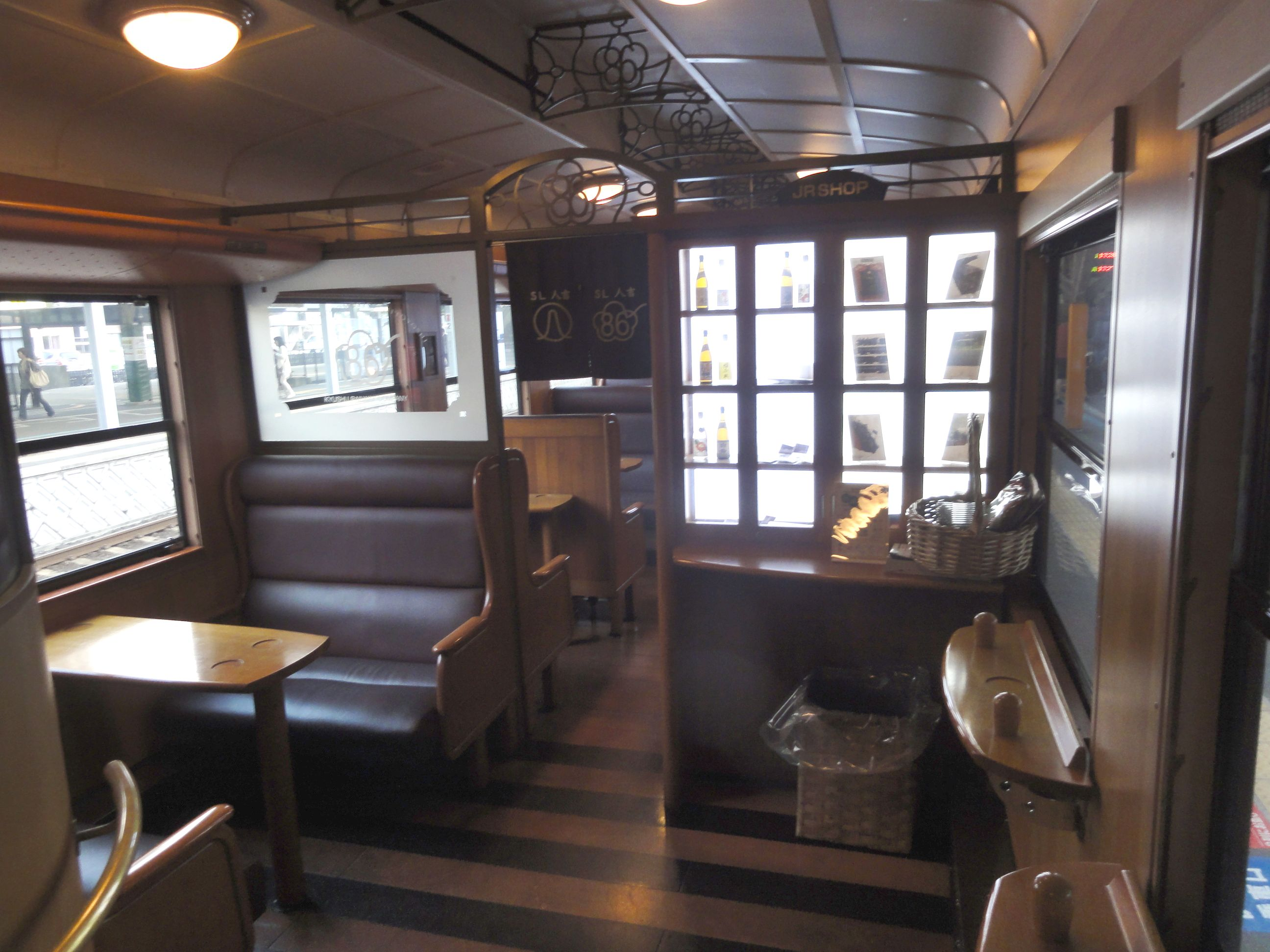
ショーケース（リニューアル後）
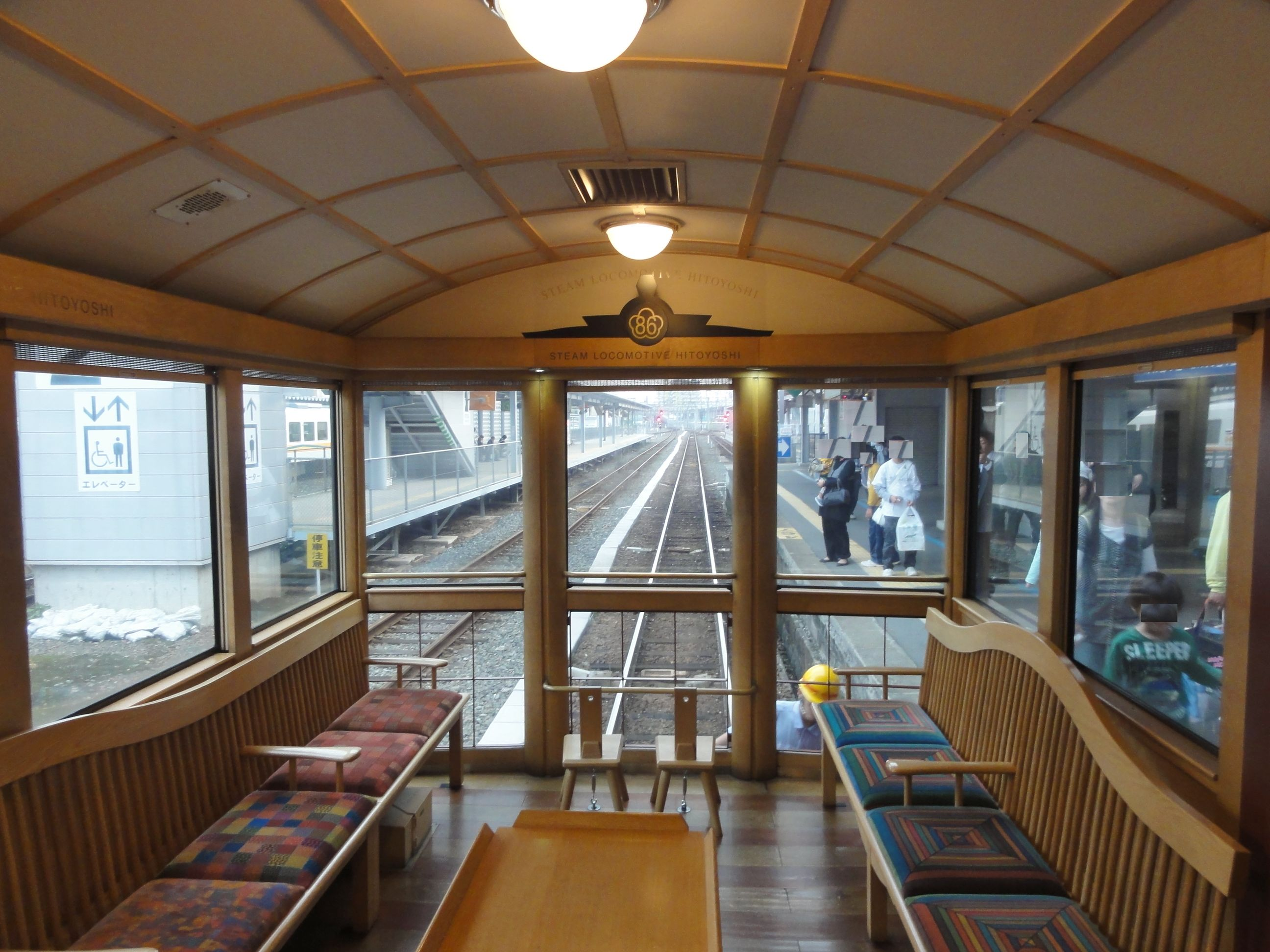
展望ラウンジ（リニューアル後）

## 運行概況
熊本駅 - 人吉駅間を運行していた2009年から2020年までは、概ね3月から11月までの金・土・日曜日・祝日および夏休み期間中に、1日1往復運行されていた。午前中に熊本駅を出発して昼間に人吉駅に到着し、午後に人吉駅を出発して夕方に熊本駅に到着するダイヤとなっていた。全車座席指定席で、乗車には乗車券のほか座席指定券が必要であった。指定席料金は840円（小児半額）であった。
2021年（令和3年）5月1日より、「肥薩線沿線応援企画第2弾」と題し、鹿児島本線熊本駅 - 鳥栖駅間にて、58654号機とDE10形ディーゼル機関車による「SL人吉」が、土・日曜日・祝日および夏休み期間を基本として1日1往復運行されていた。全車座席指定席で、指定席料金は1,680円（小児半額）であった。
SL＋客車3両＋DLの合計5両編成。鳥栖駅に転車台がないため、上り熊本駅発鳥栖駅行き列車はSLが牽引し、下り鳥栖駅発熊本駅行き列車はDLが牽引していた。なお、同編成が鹿児島本線の熊本以北を運行するのは、2020年（令和2年）11月1日から12月27日にかけて、熊本駅発博多駅行きで運行された臨時列車「SL鬼滅の刃」以来、約5か月ぶりのことであった。
2024年3月23日のラストランでは博多駅まで運行され上り熊本駅発博多駅行き列車はDLが牽引し、下り博多駅発熊本駅行き列車はSLが牽引した。翌24日に招待客向けとして熊本駅発八代駅行き列車を運転し、SLが牽引した。

## 停車駅
- 熊本駅 - 人吉駅間運行時代の停車駅（2009年から2020年まで）
  - 熊本駅 - 新八代駅 - 八代駅 - 坂本駅 - 白石駅 - 一勝地駅 - 渡駅 - 人吉駅

※ 2005年まで運行されていた「SL人吉号」「ディーゼル人吉号」は上記の駅のほか川尻駅、宇土駅、松橋駅、有佐駅、瀬戸石駅にも停車していた。
- 熊本駅 - 鳥栖駅間運行時代の停車駅（2021年5月1日から）[注 10]
  - 熊本駅 - 玉名駅 - 大牟田駅 - 久留米駅 - 鳥栖駅

## 使用車両

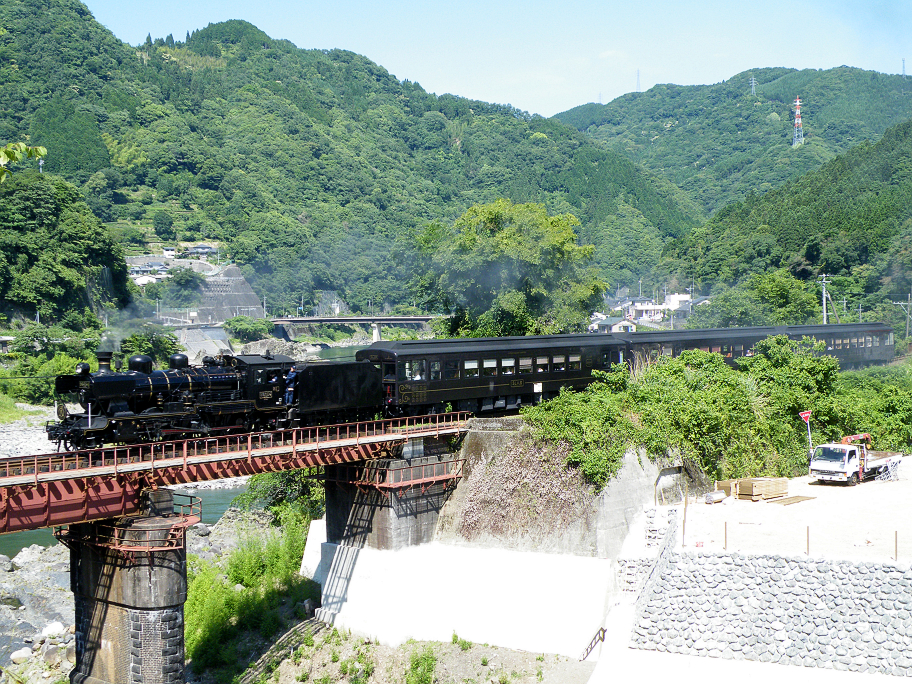
58654号機牽引の「SL人吉」（2009年6月）

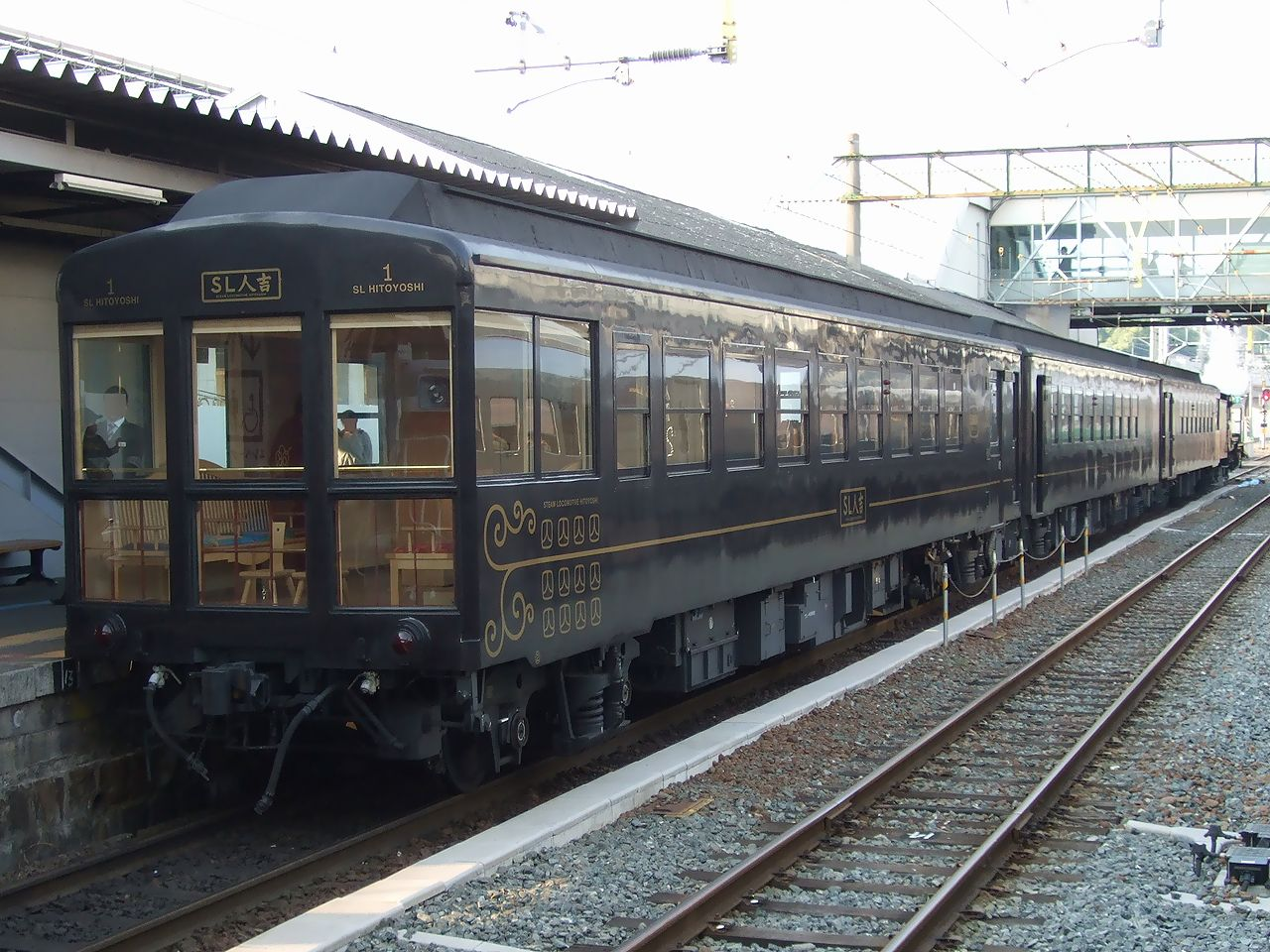
「SL人吉」に使用される50系客車（2009年4月29日、熊本駅）

SL・客車とも熊本鉄道事業部熊本車両センターに所属する。

### 牽引機関車
58654号機を使用した。

### 客車
50系客車700番台3両を使用する。編成内容は以下のとおり。熊本方が1号車。
- 1号車：オハフ50 701
- 2号車：オハ50 701
- 3号車：オハフ50 702

1号車の熊本方と3号車の鳥栖方に展望ラウンジを、2号車にはビュッフェを備える。
「SL人吉」での運用にあたり、水戸岡鋭治のデザインによるリニューアル工事が実施されている。車体は地色が黒色一色となり、各種のロゴが入れられているほか、両端の先頭車の前面下部に窓が新設され、展望ラウンジの視界が拡大されている。車内は客室中央部にショーケースが設置され、床がフローリングとなり、座席の表地が張り替えられ、一部の座席は表地が本革となった。
客車は「SL人吉」での運用のほか、DE10形の牽引により臨時列車や団体列車で運用され、「SL人吉」の運行区間以外の区間を走行した例も多い。また客車は「SL人吉」の運行が終了した2024年3月以降も臨時列車や団体列車などで使用されている。